# Woodbridge (Californie)
Pour les articles homonymes, voir Woodbridge.
Woodbridge est une census-designated place située dans le comté de San Joaquin, dans l’État de Californie, au nord-ouest de Lodi.
Selon les données du recensement de 2000, 1 320 personnes vivent dans la partie nord et 2 825 dans la partie sud.[réf. nécessaire]
C'est dans cette ville, située dans une région vinicole, que se trouve la cave de Robert Mondavi, la Mondavi Woodbridge.